# Верхнее (озеро, Пенингское сельское поселение)
Ве́рхнее — озеро на территории Пенингского сельского поселения Муезерского района Республики Карелия.

## Общие сведения
Площадь озера — 1,3 км², площадь бассейна — 59,7 км². Располагается на высоте 211,6 метров над уровнем моря.
Через озеро протекает река Варгуно, беря начало из озера Варгуно 2-е и втекая в Салмиозеро.
Ближе к северо-западной оконечности озера расположен единственный остров, не имеющий названия.
Населённые пункты возле озера отсутствуют.
Код водного объекта в государственном водном реестре — 01050000111102000010816.